# Roger Michelot
Roger Michelot (Saint-Dizier, 8 giugno 1912 – Tolone, 19 marzo 1993) è stato un pugile francese.
Ha partecipato a due edizioni dei giochi olimpici (1932 e 1936) conquistando una medaglia d'oro a Berlino 1936.

## Palmarès
Olimpiadi
- 1 medaglia:
  - 1 oro (pesi mediomassimi a Berlino 1936)